# Рабич (лагерь)
Лагерь Рабич был основан 26 апреля 1992 года на бывшем складе Югославских вооружённых сил, община Дервента.

## Основание лагеря
103-я бригада ХСО отвечала за формирование лагеря под командованием Златко Майича, известного как "Словенац". В лагере продолжалось издевательство над жертвами, которые в основном проживали в лагере Дом JNA в Дервенте. Первыми заключёнными были жители села Чардак, община Дервента. Количество заключённых варьировалось от 26 до 120. Лагерем управлял Нихад Хамзич-Фриц.

## Обращение с заключёнными
Обращение с заключёнными было чрезвычайно бесчеловечным, о чём свидетельствуют многочисленные заявления, сделанные выжившими.

## Пытки и издевательства
Стандартные методы:
- нанесение тяжких физических повреждений;[3]
- пребывание в небольшой комнате большого числа заключенных;
- психологическое унижение;
- приглашение на ложный расстрел;[4]
- лишение пищи и напитков, плохая гигиена и появление вшей.

Специфические методы:
- пытки с помощью горячей проволоки, прижигание рук, ног, спины и плеч;[5]
- принуждение заключённых бить друг друга;[6]
- принуждение заключённых лизать свои ботинки и вытирать пыль своими ртами;[6]
- пытки электрошоком в области паха.[7]